# Lidia Marchetti
Lidia Marchetti (Faenza, 20 dicembre 1940 – Cesena, 9 maggio 2020) è stata una cestista italiana.

## Carriera
Giocò in Serie A1 con il Club Atletico Faenza Pallacanestro e vantò 33 presenze nella nazionale italiana.
In carriera segnò quasi sempre oltre 10 punti di media.
Entrata giovanissima in prima squadra, a 16 anni, esordì nella massima serie nella stagione 1956-57. Disputò nove campionati con il Club Atletico (sponsorizzato Omsa) nella massima serie.
Con l'Italia Lidia Marchetti esordì il 20 agosto 1959 contro la Francia. Disputò due edizioni dei Campionati europei (1962 e 1964).
Si ritirò a soli 25 anni. Poco tempo dopo si sposò, trasferendosi a Cesena.